# Christina-Maria Bammel

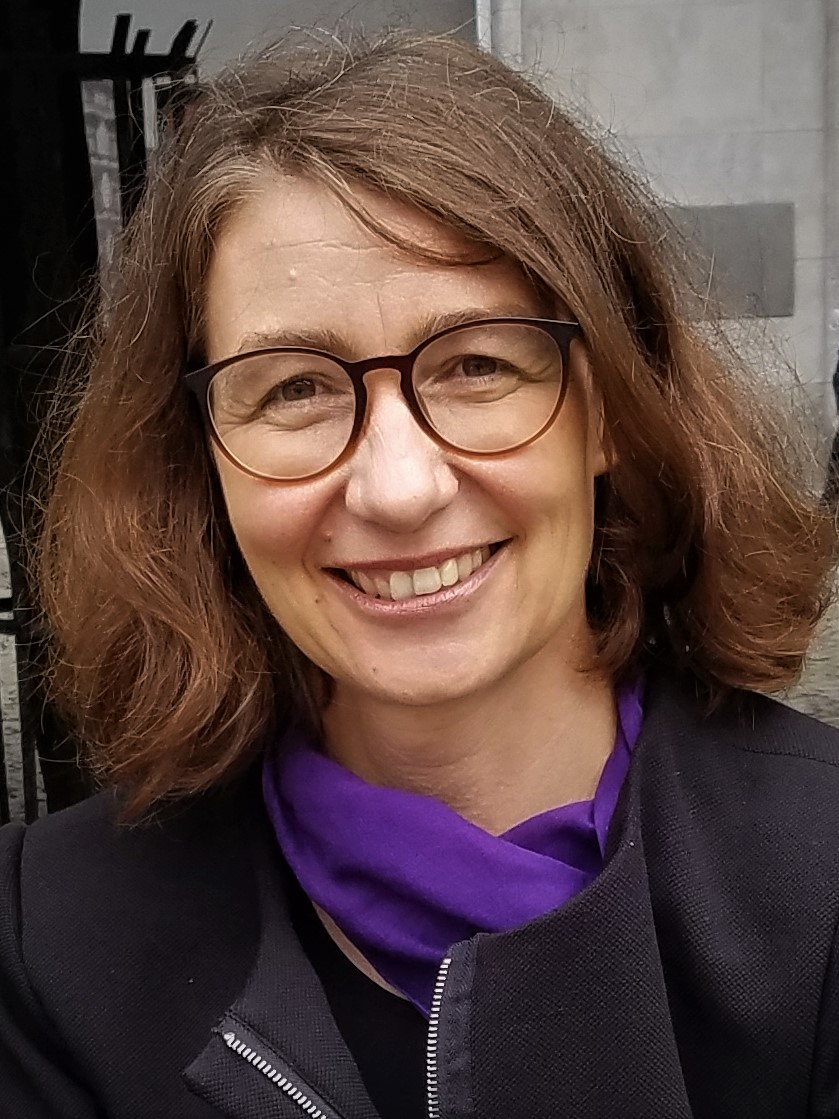
Christina-Maria Bammel (2020)

Christina-Maria Bammel (* 1. Mai 1973 in Berlin-Pankow) ist eine deutsche evangelische Theologin und seit Dezember 2019 Pröpstin der Evangelischen Kirche Berlin-Brandenburg-schlesische Oberlausitz (EKBO).

## Leben und Wirken
Christina-Maria Bammel wuchs in Erfurt auf. Sie studierte Evangelische Theologie, Philosophie und Religionswissenschaften in Marburg, Berlin und Philadelphia (USA). Von 1998 bis 2004 war sie Wissenschaftliche Mitarbeiterin am Lehrstuhl für Systematische Theologie an der Theologischen Fakultät der Humboldt-Universität zu Berlin. Dort promovierte sie 2003 mit einer Arbeit zum Thema „Aufgetane Augen – aufgedecktes Angesicht. Theologische Studien zur Scham im interdisziplinären Gespräch“ zur Dr. theol. Nach einer Tätigkeit als Referentin in der Presse- und Öffentlichkeitsarbeit der EKBO absolvierte sie von 2006 bis 2008 ihr Vikariat im Predigerseminar Wittenberg und in der Kirchengemeinde St. Petri – St. Marien in Berlin. Ihre Ordination erfolgte im März 2009 in Cottbus, von Januar 2009 bis Dezember 2015 war sie Pfarrerin in der Evangelischen Kirchengemeinde am Weinberg im Kirchenkreis Berlin Stadtmitte. 2015 übernahm sie die Leitung des Referates Kirchliches Leben im Konsistorium der EKBO. Seit 2019 ist sie Mitherausgeberin der Zeitschrift Evangelische Theologie.
Im Oktober 2019 wurde Christina-Maria Bammel von der Landessynode zur Pröpstin der Evangelischen Kirche Berlin-Brandenburg-schlesische Oberlausitz gewählt. Sie ist seit Dezember 2019 die Nachfolgerin des zum Bischof der Landeskirche gewählten Christian Stäblein und wurde am 21. Februar 2020 offiziell in ihr Amt eingeführt. Als Pröpstin ist sie theologische Leiterin des Konsistoriums und zuständig für theologische Grundsatzfragen; sie leitet weiterhin die Abteilung Theologie und kirchliches Leben, in der die Arbeitsbereiche Diakonie, Ökumene und Weltmission, Publizistik und Medienhaus inhaltlich koordiniert werden. Die Pröpstin ist Mitglied der Landessynode der EKBO und Mitglied der Kirchenleitung.
Christina-Maria Bammel ist verheiratet und Mutter zweier Töchter.

## Veröffentlichungen (Auswahl)
- Aufgetane Augen – aufgedecktes Angesicht. Theologische Studien zur Scham im interdisziplinären Gespräch. (= Öffentliche Theologie Bd. 19) Gütersloher Verlagshaus, Gütersloh 2005 (= Dissertation)
- Bonhoeffers Verständnis der Heiligen Schrift in der Schule Martin Luthers. In: Klaus Grünwaldt, Christiane Tietz, Udo Hahn (Hrsg.): Bonhoeffer und Luther. Zentrale Themen ihrer Theologie. Amt der VELKD, Hannover 2007, S. 22–54
- Was helfen die Gefühle? Karl Barths anthropologische Orientierung im Licht der Gegenwart. In: Michael Beintker, Christian Link, Michael Trowitzsch (Hrsg.): Karl Barth im europäischen Zeitgeschehen (1935–1950). Widerstand – Bewährung – Orientierung. Theologischer Verlag Zürich, Zürich 2010, S. 433–446.
- Und sie wunderten sich sehr. Weihnachten für Realisten. Kreuz, Freiburg i. Br. 2011, ISBN 978-3-451-61024-0.
- Überdosis Fremdscham? Theologisch-ethische Anfragen an Phänomene der gemeinschaftlich empfundenen oder stellvertretenden Scham. In: Ulrike Link-Wieczorek (Hrsg.): Verstrickt in Schuld, gefangen von Scham? Neue Perspektiven auf Sünde, Erlösung und Versöhnung. Neukirchener Theologie, Neukirchen-Vluyn 2015, S. 77–92.
- (mit Sibylle Sterzik) Alles predigt. Eine Entdeckungsreise in Gottes Haus. Wichern-Verlag, Berlin  2019.